# Volta a Llombardia 1905
La Volta a Llombardia 1905 fou la 1a edició de la Volta a Llombardia. Aquesta cursa ciclista es va disputar el 12 de novembre de 1905 amb arribada i sortida a Milà i un recorregut de 230,5 km. 

La prova, íntegrament italiana, fou guanyada amb claredat per Giovanni Gerbi, de l'equip Maino, que va treure més de quaranta minuts a Giovanni Rossignoli (Bianchi) i Luigi Ganna (Rudge Whithirth), segon i tercer classificat.

## Classificació general
|    | Ciclista            | Equip           | Temps        |
| -- | ------------------- | --------------- | ------------ |
| 1  | Giovanni Gerbi      | Maino           | 9h 13' 52"   |
| 2  | Giovanni Rossignoli | Bianchi         | + 40' 11"    |
| 3  | Luigi Ganna         | Rudge Whithirth | + 40' 46"    |
| 4  | Carlo Galetti       | Individual      | + 51' 58"    |
| 5  | Carlo Mairani       | Individual      | + 1h 32' 08" |
| 6  | Alfredo Jacorossi   | Rudge Whithirth | + 1h 33' 08" |
| 7  | Battista Danesi     | Turkheimer      | m. t.        |
| 8  | Andrea Massironi    | Rudge Whithirth | + 1h 42' 08" |
| 9  | Luigi Mori          | Individual      | + 1h 43' 08" |
| 10 | Gualtiero Farina    | Bianchi         | + 1h 46' 08" |